# 私はピエロ
『私はピエロ』（わたしはピエロ、原題：Mera Naam Joker）は、1970年に公開されたインドのドラマ映画。ラージ・カプールが監督、ハージャー・アフマド・アッバスが脚本を務めている。自らの悲しみを犠牲にして観客を笑わせなければならないピエロを描いた映画であり、インド映画の中で最も長編な作品の一つとされている。シャンカール＝ジャイキシャンが手掛けた音楽は高い人気を集め、フィルムフェア賞で9つの賞を受賞している。
『Sangam』の成功後6年の歳月とラージ・カプールの財産の大半を投じて製作され、彼の半生を基に描かれている。映画は批評家や観客から酷評され、カプールは興行的失敗により資金難に陥った。しかし、長い年月を経てカルト映画の地位を確立しており、現在では古典映画の一つとなっている。映画は時間の経過と共に再評価され、1980年代には短縮版が公開され興行的な成功を収めた。

## キャスト
- ランビール・ラージ - ラージ・カプール
- デヴィッド - マノージュ・クマール
- メアリー - シミ・ガレワル（英語版）
- 若いころのラージ - リシ・カプール
- マヘンドラ・シン - ダルメンドラ
- シェール・シン - ダラ・シン
- マリナ - クセニア・リャビンキナ（英語版）
- メーヌ - パドミニ（英語版）
- 本人役 - ラージェーンドラ・クマール（英語版）
- ラージの母 - アーチャーラ・サチデーヴ（英語版）

## 評価
公開直後は上映時間の長大さと実験的な内容が批判の対象となり、興行的に深刻な失敗作となった。しかし、時間を経るごとに評価は高まり、時代を超えた古典作品として評価されるようになった。

## 収録時間
映画は255分の長編であり、上映の際には休憩が2回入った。ヤシュ・ラージ・フィルムズから発売されたDVDでは233分（ディスクのPALスピードアップでは224分）、シェマロー・エンターテインメントから発売されたDVDでは184分にそれぞれカットされたバージョンとなっている。上映の際に休憩が2回入ったのは、『Sangam』に続いて2作目となった。